# 丹·史達科特
丹·史達科特（英語：Dan Stratford，1985年5月29日—）生于倫敦，是一名英格蘭职业足球运动员，现效力于蘇甲球会咸美頓。

## 生平
史達科特出身富咸青訓系統，其後前赴美國入讀西弗吉尼亞大學，是校隊歷來助攻（27次）及上陣（85場）次數最多的球員。於2008年在增補選秀會（2008 MLS Supplemental Draft）在第24輪獲華盛頓聯隊相中，但於同年8月遭棄用。2009年7月史達科特透過試訓加盟剛降班蘇甲的恩華尼斯，於效力一季合共上陣20場後又被放棄。他返回英格蘭參與英乙球會赫里福特聯的試訓，成功獲得一紙一年合約，但僅合共上陣8場，於2011年1月中後更長坐冷板凳，於季後成為7名被棄用的球員之一。史達科特再次北上，加盟另一支剛降班蘇甲的咸美頓。

## 外部連結
- 足球数据库：丹·史達科特的球员统计数据